# 罗斯·埃德加
罗斯·埃德加（Ross Edgar，1983年1月3日—），生于萨福克郡纽马克特，是一名英国场地自行车运动员。他曾获得2008年北京夏季奥林匹克运动会男子竞轮赛银牌。